# Krajková
Krajková är en ort i Tjeckien.   Den ligger i regionen Karlovy Vary, i den västra delen av landet, 130 km väster om huvudstaden Prag. Krajková ligger 596 meter över havet och antalet invånare är 864.
Terrängen runt Krajková är platt åt sydväst, men åt nordost är den kuperad. Runt Krajková är det ganska tätbefolkat, med 179 invånare per kvadratkilometer. Närmaste större samhälle är Cheb, 18,9 km sydväst om Krajková. Omgivningarna runt Krajková är en mosaik av jordbruksmark och naturlig växtlighet.